# Acianthera aculeata
Acianthera aculeata é  uma espécie de orquídea (Orchidaceae) originária do Equador, antigamente subordinada aogênero Pleurothallis.

## Publicação e sinônimos
- Acianthera aculeata (Luer & Hirtz) Luer, Monogr. Syst. Bot. Missouri Bot. Gard. 95: 253 (2004).

Sinônimos homotípicos:
- Pleurothallis aculeata Luer & Hirtz, Lindleyana 11: 141 (1996).